# Rectena òptica

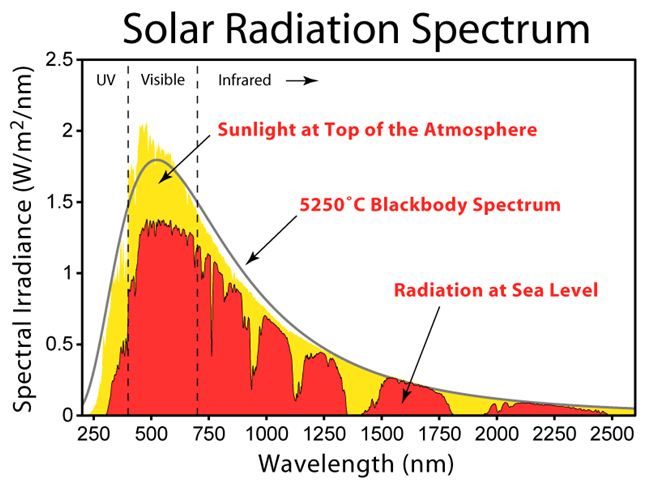
Figura 1. Irradiància espectral de longituds d'ona en l'espectre solar. La zona ombrejada vermella mostra la irradiància al nivell del mar. Hi ha menys irradiància al nivell del mar a causa de l'absorció de la llum per l'atmosfera.

Una rectena òptica és una rectenna (rectificació d'una antena) que funciona amb llum visible o infraroja. Una rectenna és un circuit que conté una antena i un díode, que converteix les ones electromagnètiques en electricitat de corrent continu. Mentre que les rectennes s'han utilitzat durant molt de temps per a ones de ràdio o microones, una rectenna òptica funcionaria de la mateixa manera però amb llum infraroja o visible, convertint-la en electricitat.
Tot i que les rectennes tradicionals (de ràdio i microones) són fonamentalment similars a les rectennes òptiques, a la pràctica és molt més difícil fer una rectenna òptica. Un repte és que la llum té una freqüència tan alta (centenars de terahertzs per a la llum visible) que només uns pocs tipus de díodes especialitzats poden canviar prou ràpidament per rectificar-la. Un altre repte és que les antenes solen tenir una mida similar a una longitud d'ona, de manera que una antena òptica molt petita requereix un procés de fabricació de nanotecnologia difícil. Un tercer repte és que, essent molt petita, una antena òptica normalment absorbeix molt poca potència i, per tant, tendeix a produir una petita tensió al díode, la qual cosa comporta una baixa no linealitat del díode i, per tant, una baixa eficiència. A causa d'aquests i altres reptes, les rectennes òptiques s'han restringit fins ara a demostracions de laboratori, normalment amb una intensa llum làser enfocada que produeix una quantitat petita però mesurable de potència.
No obstant això, s'espera que les matrius de rectennes òptiques puguin ser eventualment un mitjà eficient per convertir la llum solar en energia elèctrica, produint energia solar de manera més eficient que les cèl·lules solars convencionals. La idea va ser proposada per primera vegada per Robert L. Bailey el 1972. A partir del 2012, només s'han construït uns quants dispositius de rectena òptica, demostrant només que la conversió d'energia és possible. Es desconeix si mai seran tan rendibles o eficients com les cèl·lules fotovoltaiques convencionals.
El terme nantenna (nano-antena) s'utilitza de vegades per referir-se a una rectenna òptica o una antena òptica per si mateixa. El 2008 es va informar que els laboratoris nacionals d'Idaho van dissenyar una antena òptica per absorbir longituds d'ona en el rang de 3 a 15 μm. Aquestes longituds d'ona corresponen a energies de fotons de 0.4 eV fins a 0.08 eV. Basant-se en la teoria de l'antena, una antena òptica pot absorbir qualsevol longitud d'ona de la llum de manera eficient sempre que la mida de l'antena estigui optimitzada per a aquesta longitud d'ona específica. Idealment, les antenes s'utilitzarien per absorbir llum a longituds d'ona entre 0.4 and 1.6 μm perquè aquestes longituds d'ona tenen una energia més alta que l'infraroig llunyà (longituds d'ona més llargues) i representen al voltant del 85% de l'espectre de radiació solar (vegeu la figura 1).

## Avantatges
Un dels majors avantatges reivindicats de les rectennes òptiques és la seva alta eficiència teòrica. En comparació amb l'eficiència teòrica de les cèl·lules solars d'unió única (30%), les rectennes òptiques semblen tenir un avantatge significatiu. Tanmateix, les dues eficiències es calculen utilitzant hipòtesis diferents.

## Limitacions i inconvenients
Com s'ha dit anteriorment, una de les principals limitacions de les rectennes òptiques és la freqüència amb què operen. L'alta freqüència de llum en el rang ideal de longituds d'ona fa que l'ús dels díodes Schottky típics sigui poc pràctic. Tot i que els díodes MIM mostren característiques prometedores per al seu ús en rectennes òptiques, calen més avenços per funcionar de manera eficient a freqüències més altes.